# 山本勝市
山本 勝市（やまもと かついち、1896年〈明治29年〉3月20日 - 1986年〈昭和61年〉8月1日）は、日本の経済学者、政治家。和歌山高等商業学校教授、衆議院議員（5期）、大東文化大学教授。和歌山県出身。
京都帝国大学経済学部卒業、経済学博士 （東京商科大学）。戦前は経済学者として和歌山高商教授や文部省国民精神文化研究所所員を務め、戦後は日本自由党の結党に参加した。『福祉国家亡国論』の著述やマルクス主義への批判、経済計算論争の紹介など、自由主義経済の推進者として知られる。

## 略歴

### 生立ちと教育
1896年（明治29年）3月20日、和歌山県東牟婁郡四村（現・田辺市）生まれ。1913年（大正2年）3月、私立京都中学校（後の新制京都高等学校、廃校）卒業。この頃は生活に苦労し、代用教員・行商・事務員などをして生計を立てていたという。そうした中で、1916年に大阪朝日新聞で連載された河上肇の『貧乏物語』を読んで感銘を受け、社会主義や経済学への関心を強めた。同年関西大学専門部法律学科に入学するも中退し、翌1917年（大正6年）第三高等学校に入学を果たしている。三高では弁論部で水谷長三郎らと議論を戦わせた。1920年京都帝国大学経済学部に入学し、河上に師事して大きな影響を受けた。ただしこの頃から社会主義に対する疑念が生まれ、東京から来た細迫兼光を議論の中で憤慨させたという。1923年（大正12年）3月、京大経済学部卒業。
1924年（大正13年）3月、河上の推薦で和歌山高等商業学校教授に就任する。1925年（大正14年）2月には文部省在外研究員となる

### 第1回欧州留学
山本は1925年から1927年までヨーロッパ各国を留学し、ソビエト・フランス・ドイツに滞在した。フランスでは重農主義の研究を行った。これは重農主義を基に社会主義を批判した京大教授田島錦治の影響だと思われる。その中で、山本はカール・マルクスや櫛田民蔵（河上の弟子）が重農主義者フランソワ・ケネーに対して間違った解釈を行い、そのうえで批判していることを発見。これにより山本の中でマルクスへの信奉が崩れ去る。また、重農主義が掲げる「自然の秩序」という考え方に大きな感銘を受け、「自然経済」の下では「自由なる競争」により行き詰まりが起こらないのではないかと思索した
その後、社会主義国ソビエトを訪問した山本は、「革命後十年を経ているのにモスコーの姿は惨たんたるものであった」ことに衝撃を受け、社会主義と決別した。ドイツでは、蠟山政道・有沢広巳・堀江邑一・谷口吉彦らが所属していたベルリン社会科学研究会（社会主義文献の読書会）に1度だけ参加するも、同じ日本人が社会主義に傾倒している姿に耐えられず、メンバーと論争になり帰ってしまう。

### 社会主義への批判
帰国した山本は、和歌山高商の研究雑誌に論文『社会主義の実現性を疑う』を掲載する。その中で山本は友愛・愛情で結びつくことが可能な「小さな社会」と、互いに顔も名前も知らない幾千万もの人々が構成する「巨大な社会」は質的に異なることを指摘し、「巨大な社会」が維持されているのは各人が家族に対して責任を持ち、国家が法で秩序を維持しているからだと主張する。そして経済活動を中央から直接統制するのは「小さな社会」では可能であっても、「巨大な社会」では不可能であると論じた。また、社会主義者に対しては、どのように「巨大な社会」を運営していくか明らかにすべきなのに、マルクスに従うあまり「未来へのプラン」を避けていると批判。革命後の「社会主義秩序の構成のプラン」を提示すべきであると提案した。こうした議論はフリードリヒ・ハイエクの「グレート・ソサエティ論」の先駆けともいわれている。
山本の論文に対して、かつての師であった河上は、『第二貧乏物語』で反論を行っている。河上によれば、必要なのは科学的分析により社会変動の自然法則を理解し、唯物論のもと問題を解決することで、将来の社会を想像することは概念的空想である。結局、「社会主義秩序の構成のプラン」を出すべきであるという山本の提案には応じることはなかった。
河上に批判された山本ではあったが、依然として彼は自らの原点である『貧乏物語』の影響下にあった。『貧乏物語』では奢侈財生産に使われている資本を生活必需品生産のために使うよう主張していたが、山本も資本家が「国民と共に消費し皇運を翼賛する精神」で浪費を抑制し、資本を蓄積してより多くの労働者に職を与えるべきと考えていた。その背景としてはグスタフ・カッセルらの「資本の希少性」の議論があり、山本は希少な資本を効率的に使うために経済計算が重要性について触れている。また、市場価格や利子から算出される経済計算が社会主義ではどのように行われているのかを分析する必要性があると主張していた。

### 第2回欧州留学
1931年（昭和6年）8月から翌年4月まで欧州へ留学した。モスクワを再訪し、コム・アカデミーで社会主義経済での原価計算方法について尋ねたが、「現在のところでは1913年の欧州大戦がはじまる前の年の市場価格」を基に原価計算をしているとの回答を得ている。ベルリンではソビエトから亡命した経済学者のブルツクスやハルムらから学びを受けた。

### 社会主義計算論争
帰国後の山本は世界最初期の経済計算論争の体系的研究書である『経済計算：計画経済の基本問題』を執筆する。これは欧州でのルートヴィヒ・フォン・ミーゼスやボリス・ブルックスの議論を紹介したもので、社会主義経済における生産費や生産物価格の基準について論じたものであった。当時は経済計算について広く知られておらず、小泉信三によれば簿記の本だと思って書店に買い付けに来た銀行員もいたという。『経済計算』の中で、生産費や生産物価格の基準は市場価格によって決まるとしており、社会主義では市場が存在しないため適切な経済計算が行えず、効率的な経済運営は不可能であると論じたミーゼスの主張を紹介。山本もこれに賛同した。試験的に価格を定め、過不足が生じれば価格を上下させて均衡を図る「競争的社会主義」に対しても、無数の生産財が無数の完成品に結合されることを考えると、完成財価格から遡って生産財価格を決めることは困難であると主張した。そして実現可能な社会主義経済について、国家の中央部が自信なさげに決めた価格を強行し、労働選択の自由と消費の自由が剥奪された経済、すなわち恐怖政治であると予想している。
また、ブルックスの研究を紹介し、ソビエトでは戦時共産主義・ネップ・第一次五カ年計画で市場を撲滅させた結果、計画経済は経済計算ができない盲目状態に陥り、混乱と生産性の減退、需要供給の均衡破壊を招いたとして、社会主義経済運営が困難であると指摘した。現在では社会主義経済の問題点は広く知られているものの、当時は工業化と経済成長を高く評価する声がマルクス主義者や軍部から上がっていた。市民生活の犠牲についても日本に伝わっていたが、それは工業化のためのやむを得ないものと思われていた。
そして、市場価格による経済計算を基礎として生産の方向性が決められる市場機構の原則を築いたとして明治維新の精神と大日本帝国憲法への回帰を主張した。これはハイエクの「法の支配論」に通づるものがあるとされている。

### 統制経済への批判
1932年（昭和7年）8月、文部省国民精神文化研究所（精研）所員・研究生指導科主任となり、翌月には和歌山高商を離任した。
山本が精研に呼ばれたのは社会主義批判の実績を買われてのことであり、大学・高校・高等学校で思想上の理由で学籍を失ったものへの指導矯正（転向）を促す仕事を行った。当時の日本政府はマルクス主義を警戒しており、山本はマルクス主義批判のイデオローグとして重宝されていた。
しかし、山本はマルクス主義だけではなく資本主義を排撃し統制経済を主張する革新右翼も批判の対象としていた。1936年の二・二六事件後には陸軍の求めに応じて、私有財産制制限と国家による価格統制を主張した北一輝の『日本改造法案大綱』に対する批判を行っている。
陸軍を中心に国防国家建設のための経済統制を強める動きが出てくると、山本は政府の経済政策に批判的になる。廣田内閣で革新官僚の奥村喜和男を中心に電力国家管理案（民有国営案）がまとめられると、山本は財産権を侵害する違憲の案であり、社会主義を実現するものだと文書で批判した。この文書が政界に配布されたことで陸軍が文部省に抗議し、精研の予算問題に発展した。その後山本は経済計算論に基づいて統制経済批判を続け、統制派に対抗するために旧皇道派人脈と接近した。
1939年（昭和14年）12月からは文部省教学局教官を兼任し、1943年（昭和18年）9月の依願免官まで務める。
1940年、『計画経済の根本問題』で東京商科大学から経済学博士の学位を取得。同年当時のベストセラーへの批判論文「笠信太郎氏『日本経済の再編論』批判」を発表した。その中で、非常時こそ「経験済の慣れた簡易な方法」に頼るべきで統制経済という「歴史上未経験な珍奇な政策」を採るべきではないと述べ、必要なのは経済新体制ではなく、明治の経済体制への回帰であると主張した。また、当時の統制経済による混乱に伴い、各府県が贅沢品の府県外移出を禁じた地方ブロック化に対して、藩と関所が存在した封建時代への逆戻りだと指摘した。
山本の経済計算論を根拠とした経済新体制批判は政財界に影響を与え、東洋経済新報社による財界サロン「経済倶楽部」で経済新体制批判をテーマに何度も講演を行った。企画院革新官僚の一人迫水久常は、統制経済に反対した商工大臣小林一三の理論が山本によるものだったと指摘している。また、経済計算論が一般人にも広く知られるようになり、当時の新聞にも統制経済の文脈で「経済計算」の言葉が載るようになっていた。政友会の鳩山一郎らも「『日本経済の再編論』批判」を数万部印刷し、政財界に広く配布したため、1940年末に閣議決定された経済新体制確立要綱では、「企業は民営を本位」とすることが明記された。一方で反撃も強まり、山本は検事の取り調べを受け、一部著作は絶版・配布禁止となった。太平洋戦争が勃発すると経済統制は強化され、軍部と対立しては予算獲得ができないとして、精研からも退職を余儀なくされた。
その後山本は明朗会や陸軍参謀本部員らとともに岩田宙造・阿南惟幾連立内閣を作ることで条件付き講和を実現する終戦工作を行った。

### 公職追放
戦後の1945年（昭和20年）11月には日本自由党創立委員として同党の立ち上げに参加した。1946年（昭和21年）4月、埼玉全県区で第22回衆議院議員総選挙に当選するも、翌年4月に公職追放に遭う。
1948年（昭和23年）3月、公職に関する就職禁止、退職等に関する勅令（昭和22年勅令第1号）違反で起訴。1948年（昭和23年）12月、東京高等裁判所で禁錮8月の判決。
1950年（昭和25年）10月、追放解除。1952年（昭和27年）6月、最高裁判所で免訴の言い渡しを受ける。

### 政治家として
1953年、旧埼玉4区で第26回衆議院議員総選挙に当選。以後、衆院選では、1960年の第29回を除いて1963年の第30回まで同区で連続当選する。
吉田茂と鳩山の権力闘争において、山本は石橋湛山の政治的同士として行動し、迫水らとともに石橋の経済政策の策定に尽力した。その経済政策の内容は、産業・金融に対する統制の可能な限りの撤廃、官業・半官業の可能な限りの民営化など自由主義的な要素が強かった。経済思想面ではルートヴィヒ・エアハルトらオルド自由主義の経済学者やハイエクを高く評価していた。また、公共の福祉の名のもとに規制を強化する動きに対しては、日本国憲法第11条・12条・13条を基に反対した。
第1次鳩山一郎内閣通商産業政務次官、自由民主党政調副会長、自民党総務、自民党財政部長、衆院大蔵委員長、衆院懲罰委員長を歴任。
政界引退後は大東文化大学教授に就いた。
1986年（昭和61年）8月1日、死去。

## 年譜

### 略年譜
- 1896年（明治29年）3月20日 和歌山県東牟婁郡四村（現：田辺市）生まれ。
- 1913年（大正2年）3月 私立京都中学校卒
- 1916年（大正5年）関西大学専門部法律学科入学のち中退
- 1920年（大正9年）7月 第三高等学校卒[22]
- 1923年（大正12年）3月 京都帝国大学経済学部卒
- 1924年（大正13年）3月〜1932年（昭和7年）9月 和歌山高等商業学校教授
- 1925年（大正14年）2月 文部省在外研究員
- 1931年（昭和6年）8月 - 1932年（昭和7年）4月 欧州留学
- 1932年（昭和7年）8月 文部省国民精神文化研究所所員・研究生指導科主任
- 1939年（昭和14年）12月 兼文部省教学局教官
- 1940年（昭和15年）3月 東京商科大学経済学博士
- 1943年（昭和18年）9月 依願免官
- 1945年（昭和20年）11月 日本自由党創立委員
- 1946年（昭和21年）4月 衆議院議員（第22、26、27、28、30回総選挙当選）
- 1947年（昭和22年）4月 公職追放
- 1948年（昭和23年）3月 公職に関する就職禁止、退職等に関する勅令（昭和22年勅令第1号）違反で起訴
- 1948年（昭和23年）12月 東京高等裁判所で禁錮8月の判決
- 1950年（昭和25年）10月 追放解除
- 1952年（昭和27年）6月 最高裁判所で免訴の言い渡しを受ける
- 1954年（昭和29年）12月 第1次鳩山一郎内閣通商産業政務次官
- 自由民主党政調副会長、総務、財政部長、衆議院大蔵委員長、同懲罰委員長を歴任
- 政界引退後、大東文化大学教授
- 1986年（昭和61年）8月1日 死去。

### 国会議員歴
- 衆議院 埼玉全県区 第22回 1946年（昭和21年）4月10日 - 1947年（昭和22年）3月31日
- 衆議院 旧埼玉4区
  - 第26回 1953年（昭和28年）4月19日 - 1955年（昭和30年）1月24日
  - 第27回 1955年（昭和30年）2月27日 - 1958年（昭和33年）4月25日
  - 第28回 1958年（昭和33年）5月11日 - 1960年（昭和35年）10月24日
  - 第30回 1963年（昭和38年）11月21日 - 1966年（昭和41年）12月27日

在職期間：衆議院 当選5回、11年4月

### 所属政党歴
- 1946年（昭和21年）4月、日本自由党[23]
- 1953年（昭和28年）4月、分党派自由党[24]
- 1953年（昭和28年）11月、自由党[25]
- 1954年（昭和29年）9月、無所属[26]
- 1954年（昭和29年）11月、日本民主党 [27]
- 1955年（昭和30年）11月、自由民主党 [28]

### 内閣閣僚歴
- 第1次鳩山一郎内閣 通商産業政務次官 1954年（昭和29年）12月14日 - 1955年（昭和30年）3月19日（4月）

### 院委員長歴
- 衆議院大蔵委員会委員長 第35回臨時会（1960年（昭和35年）） - 第36回臨時会（1960年（昭和35年））
- 衆議院懲罰委員会委員長 第48回常会（1964年（昭和39年）） - 第51回常会（1965年（昭和40年））

## 栄典
- 1967年（昭和42年）4月29日 - 勲二等瑞宝章[29]
- 1986年（昭和61年）8月1日 - 正四位[30]

## 主な著作
- 『マルクシズムを中心として：其の説明と批判』（思想研究会、1930年）
- 『経済計算：計画経済の基本問題』（千倉書房、1932年）
- 『計画経済の根本問題：経済計算の可能性に関する吟味』（理想社出版部、1939年）
- 『福祉国家亡国論：自由社会における福祉の限界』（保険福祉開発研究財団、1975年）
- 加納祐五・三浦貞蔵 編『社会主義理論との戦い：山本勝市博士論文選集』＜国文研叢書；No.21＞（国民文化研究会、1980年）

## 参考資料
- 『歴代国会議員名鑑』中巻、議会制度研究会、1995年、p.2208
- 『歴代国会議員史録』下巻、阿坂書房、1979年、p.2363
- 『歴代国会議員経歴要覧』政治広報センター、1990年、p.1568
- 衆議院・参議院 編『議会制度百年史：院内会派編衆議院の部』1990年。